# Ashurada

Turcos iranianos na Ilha de Asurada

Ashuradeh (Persa: آشوراده‎), ou Ashurada, é a única ilha da costa iraniana do mar Cáspio. A superfície de Ashuradeh é de 800 hectares (2,000 acres). Ela está localizada no extremo oriente da Península de Miankaleh na cidade de Behshahr na província iraniana de Mazandaran, 3 quilômetros (1.9 milhas) da cidade de Bandar Torkaman e 23 quilômetros (14 milhas) de Gurgã.
A ilha pode ser alcançada através de Bandar Torkaman. Mais de 40% do Caviar iraniano é produzido perto da ilha de Ashuradeh.

## História
Ashuradeh já foi habitada por 300 famílias, mas agora o vilarejo é deserto. A ilha foi ocupada pelo Império Russo em 1837, mesmo com os protestos da Pérsia. Depois da ocupação, O exército Russo manteve uma base militar na ilha por algumas décadas.